# Herre, se vi väntar alla
Herre, se vi väntar alla är en bönesång av Eric Bergquist år 1904 (v. 1-2) och Elias Hane (v. 3 samt 4 i Segertoner 1930) översatt år 1910 efter John Newtons engelska text från 1779. Texten är en bön om den helige Andes utgjutande.
Melodin (F-dur, 3/4) är troligen tysk, känd från Paderborn år 1765, vilket är samma som till Det finns djup i Herrens godhet.

## Publicerad i
- Fridstoner 1926 nr 18 under rubriken "Böne- och lovsånger"
- Segertoner 1930 som nr 46 med fyra verser
- Segertoner 1960 som nr 46
- Den svenska psalmboken 1986 som nr 52 under rubriken "Anden, vår hjälpare och tröst".